# Ali Baba and the Forty Thieves (film 1918)
Ali Baba and the Forty Thieves è un film muto del 1918 diretto da C.M. Franklin (Chester M. Franklin) e S.A. Franklin (Sidney Franklin).
È l'ultimo in una serie di sei film, che i due registi realizzarono per la Fox Film Corporation, in cui i ruoli principali (talora anche quelli di adulti) sono interpretati da attori bambini. I film della serie sono nell'ordine: Jack and the Beanstalk (1917), Aladino e la lampada magica (1917), The Babes in the Woods(1917), L'isola del tesoro (1918), Fan Fan (1918) e Ali Baba and the Forty Thieves (1918).
Ali Baba and the Forty Thieves è l'unico film della serie a non riproporre come protagonisti i piccoli Francis Carpenter e Virginia Lee Corbin, qui sostituiti da Georgie Stone e Gertrude Messinger. Al loro fianco ci sono membri dello stesso gruppo di attori bambini presenti negli altri film della serie, come Buddy Messinger, Lewis Sargent e altri.

## Trama
Ali Baba, un povero boscaiolo, scopre una caverna dopo aver visto una banda di ladri entrare nella grotta pronunciando la magica frase "Apriti, Sesamo!". Quando i briganti se ne vanno, Ali Baba entra nella caverna che trova piena di tesori. Lui ne prende quanto può portare via, ma a casa suo fratello lo costringe a rivelare il segreto della grotta. L'uomo, però, quando cerca di entrare, viene scoperto dai quaranta ladroni che lo uccidono. Ali Baba, innamorata della bella danzatrice Morgianna, la libera dalla schiavitù, ottenendo il suo amore. Il capo della banda sospetta che il giovane sia a parte del loro segreto e, travestito da mercante, va in visita da Ali Baba portandosi dietro quaranta orci che, invece dell'olio, contengono all'interno i componenti della banda. Morgianna scopre i ladri: per eliminarli, versa nelle giare dell'olio bollente, uccidendoli tutti. Ali Baba combatte contro il falso mercante, sconfiggendolo. Quindi, ormai libero di attingere alle ricchezze dei quaranta ladri, sposa la sua bella Morgianna.

## Produzione
Il film fu prodotto dalla Fox Film Corporation.

## Distribuzione
Distribuito dalla Fox Film Corporation, il film uscì nelle sale cinematografiche USA il 24 novembre 1918.